# Ludwik Leibler
Ludwik Leibler est un physicien et inventeur français né le 2 septembre 1951. Professeur associé à l'ESPCI ParisTech et directeur de recherche de classe exceptionnelle au CNRS, il dirige depuis 2004 le laboratoire Matière molle et chimie, UMR 7167 CNRS-ESPCI. Il est spécialiste de la physico-chimie des polymères, avec à son actif de nombreuses contributions pionnières.

## Biographie
- 1976 : Doctorat de physique théorique à l'université de Varsovie.
- 1977 : Stage post-doctoral au Collège de France puis au CEA, sous la direction de Pierre-Gilles de Gennes ; il développe la théorie de séparation de phase des copolymères à blocs.
- 1979 : Chargé de recherche CNRS au Centre de recherches sur les macromolécules (CRM) de l'université Louis-Pasteur de Strasbourg.
- 1984 : Chargé de recherche CNRS à l'ESPCI ; il développe les aspects théoriques et expérimentaux de la physique et de la chimie des polymères.
- 1985 : Directeur de recherche CNRS à l'ESPCI.
- 1996 : Crée à Levallois-Perret le laboratoire mixte Elf Atochem-CNRS[2]. où des chercheurs des mondes industriel et académique étudient les polymères et les colloïdes.
- 2001 : Nommé Professeur associé à l'ESPCI par Pierre-Gilles de Gennes.
- 2004 : Fonde à l'ESPCI le laboratoire Matière molle et chimie, UMR 7167 CNRS-ESPCI.
- 2006 : Directeur de recherche CNRS de classe exceptionnelle.
- 2008 : Invention du caoutchouc auto-cicatrisant, en collaboration avec Arkema[3].
- 2011 : Invention du vitrimère[4], un matériau plastique façonnable à chaud comme du verre[5].
- 2013 : Invention d'une méthode révolutionnaire pour obtenir l'adhésion entre des gels et même des tissus biologiques en étalant sur leur surface une solution contenant des nanoparticules[6],[7].
- 2014 : Élu membre de l'Académie des sciences[8],[9].

## Travaux de recherche
Ludwik Leibler publie en 1980 un article théorique fondateur sur les copolymères (plus de 2000 citations) qui stimule une activité de recherche intense dans le domaine. Spécialiste de la matière molle, des transitions de phase et de la chimie supramoléculaire, il a depuis contribué de manière décisive à la compréhension des solutions, matériaux et revêtements polymères nanostructurés, des gels, de la dynamique des polymères associatifs (polymères comportant des groupes fonctionnels capables de s'associer spontanément), des phénomènes d'adhésion et de mouillage. Il a aussi découvert les premiers systèmes ferroélectriques longitudinaux cristaux liquides et la séparation de phases des liquides induite par un champ électrique non homogène.
En collaboration étroite avec l'industrie, Ludwik Leibler s'est inspiré de cette activité scientifique fondamentale pour inventer des matériaux complètement originaux, mariant l’intérêt industriel réel à une réflexion théorique profonde. Les exemples les plus spectaculaires sont les matériaux co-continus aux propriétés mécaniques exceptionnelles, les élastomères auto-cicatrisants capables, après une coupure totale, de recouvrer entièrement leur intégrité mécanique initiale par une simple remise en contact des surfaces coupées et un matériau plastique refaçonnable à chaud comme du verre.
Ludwik Leibler est membre du Comité éditorial (Editorial Board) de Advances in Polymer Science, éditeur associé de Macromolecules (2005-2008) et membre des Advisory Boards de Soft Matter, Journal of Physics: Condensed Matter, Macromolecular Chemistry and Physics, Macromolecular Rapid Communications, Polymer et Journal of Polymer Science Part B: Polymer Physics.
Ludwik Leibler est membre de l'Academia Europaea.

## Distinctions
- 1986 : Prix du Groupe Français des Polymères (GFP)
- 1989 : médaille d'argent du CNRS
- 1989 : Prix IBM France
- 2004 : Distinguished Polymer Scientist Award, Congrès mondial de l'IUPAC sur les polymères et les macromolécules
- 2004 : Membre étranger de la National Academy of Engineering, Washington, DC[25]
- 2006 : Prix "Physique des polymères" de l'American Physical Society[26]
- 2007 : Prix "Chimie des polymères" de l'American Chemical Society[27],[28]
- 2009 : Grand Prix Pierre Süe de la Société chimique de France[29]
- 2009 : Prix de l'Institut français du pétrole de l'Académie des sciences[30]
- 2012 : Grand Prix de la Fondation de la Maison de la Chimie[31]
- 2013 : Médaille de l'innovation du CNRS[32]
- 2014 : Prix Pierre-Gilles de Gennes de l'European Physical Journal [33]
- 2014 : Prix Descartes-Huygens de l'Académie royale des Sciences des Pays-Bas [34]
- 2015 : Prix de l'inventeur européen 2015 dans la catégorie recherche de l'Office européen des brevets [35]
- 2016 : Prix «Prof.  Luigi  Tartufari» destinato alla Fisica e Chimica décerné par l’Accademia Nazionale dei Lincei [36]
- 2016 : ESPCI Paris Distinguished Professor [37]